# Подгора (општина)
Подгора је насељено место и седиште општине у Сплитско-далматинској жупанији, Република Хрватска.

## Историја
У Подгори је стара црква Свете Текле. До територијалне реорганизације у Хрватској налазила се у саставу старе општине Макарска. То је родно место Миховила Павлиновића.

## Становништво
На попису становништва 2011. године, општина Подгора је имала 2.518 становника, од чега у самој Подгори 1.268.

### Општина Подгора
| Број становника по пописима | Број становника по пописима | Број становника по пописима | Број становника по пописима | Број становника по пописима | Број становника по пописима | Број становника по пописима | Број становника по пописима | Број становника по пописима | Број становника по пописима | Број становника по пописима | Број становника по пописима | Број становника по пописима | Број становника по пописима | Број становника по пописима | Број становника по пописима |
| --------------------------- | --------------------------- | --------------------------- | --------------------------- | --------------------------- | --------------------------- | --------------------------- | --------------------------- | --------------------------- | --------------------------- | --------------------------- | --------------------------- | --------------------------- | --------------------------- | --------------------------- | --------------------------- |
| 1857                        | 1869                        | 1880                        | 1890                        | 1900                        | 1910                        | 1921                        | 1931                        | 1948                        | 1953                        | 1961                        | 1971                        | 1981                        | 1991                        | 2001                        | 2011                        |
| 2.831                       | 3.252                       | 3.450                       | 4.161                       | 4.172                       | 4.462                       | 4.123                       | 3.759                       | 3.263                       | 3.054                       | 2.646                       | 2.503                       | 2.371                       | 2.687                       | 2.884                       | 2.518                       |

Напомена: Настала из старе општине Макарска.

### Подгора (насељено место)
| Број становника по пописима | Број становника по пописима | Број становника по пописима | Број становника по пописима | Број становника по пописима | Број становника по пописима | Број становника по пописима | Број становника по пописима | Број становника по пописима | Број становника по пописима | Број становника по пописима | Број становника по пописима | Број становника по пописима | Број становника по пописима | Број становника по пописима | Број становника по пописима |
| --------------------------- | --------------------------- | --------------------------- | --------------------------- | --------------------------- | --------------------------- | --------------------------- | --------------------------- | --------------------------- | --------------------------- | --------------------------- | --------------------------- | --------------------------- | --------------------------- | --------------------------- | --------------------------- |
| 1857                        | 1869                        | 1880                        | 1890                        | 1900                        | 1910                        | 1921                        | 1931                        | 1948                        | 1953                        | 1961                        | 1971                        | 1981                        | 1991                        | 2001                        | 2011                        |
| 1.246                       | 1.416                       | 1.516                       | 1.891                       | 1.962                       | 2.101                       | 1.901                       | 1.794                       | 1.547                       | 1.448                       | 1.261                       | 1.321                       | 1.302                       | 1.452                       | 1.534                       | 1.268                       |

Напомена: У 1857., 1869., 1921. и 1931. садржи податке за бивша насеља Крај и Срида Села која су у 1900., 1910. и 1948. исказивана као насеља.

### Попис1991.
На попису становништва 1991. године, насељено место Подгора је имало 1.452 становника, следећег националног састава:
| Попис 1991.‍   | Попис 1991.‍  | Попис 1991.‍ | Попис 1991.‍ | Попис 1991.‍ |
| ------------- | ------------ | ----------- | ----------- | ----------- |
|               |              |             |             |             |
| Хрвати        | Хрвати       |             | 1.294       | 89,11%      |
| Југословени   | Југословени  |             | 40          | 2,75%       |
| Муслимани     | Муслимани    |             | 27          | 1,85%       |
| Срби          | Срби         |             | 24          | 1,65%       |
| Албанци       | Албанци      |             | 6           | 0,41%       |
| Немци         | Немци        |             | 5           | 0,34%       |
| Црногорци     | Црногорци    |             | 3           | 0,20%       |
| Чеси          | Чеси         |             | 2           | 0,13%       |
| Бугари        | Бугари       |             | 1           | 0,06%       |
| Словаци       | Словаци      |             | 1           | 0,06%       |
| Украјинци     | Украјинци    |             | 1           | 0,06%       |
| остали        | остали       |             | 3           | 0,20%       |
| неопредељени  | неопредељени |             | 28          | 1,92%       |
| регион. опр.  | регион. опр. |             | 11          | 0,75%       |
| непознато     | непознато    |             | 6           | 0,41%       |
| укупно: 1.452 |              |             |             |             |